# マルコメ
マルコメ株式会社（英: Marukome Co.,Ltd.）は、長野県長野市安茂里に本社を置く、味噌を中心とする日本の食品メーカーである。
コーポレート・メッセージは「日本のあたたかさ、未来へ。」である。

## 会社概要
創業は安政元年（1854年）である。日本を代表する味噌メーカーの一社として知られる。従来、味噌や醤油は地域嗜好性が強い商品で、各地方の中小メーカーがひしめく中であったが、同社はいち早く「だし入り味噌・料亭の味」を発売（1982年）し、シェアを伸ばすと共に、今日まで発売され続けるロングセラー商品としている。この他にも「すぐできる おいしく仕上がる」シリーズ等を発売している。

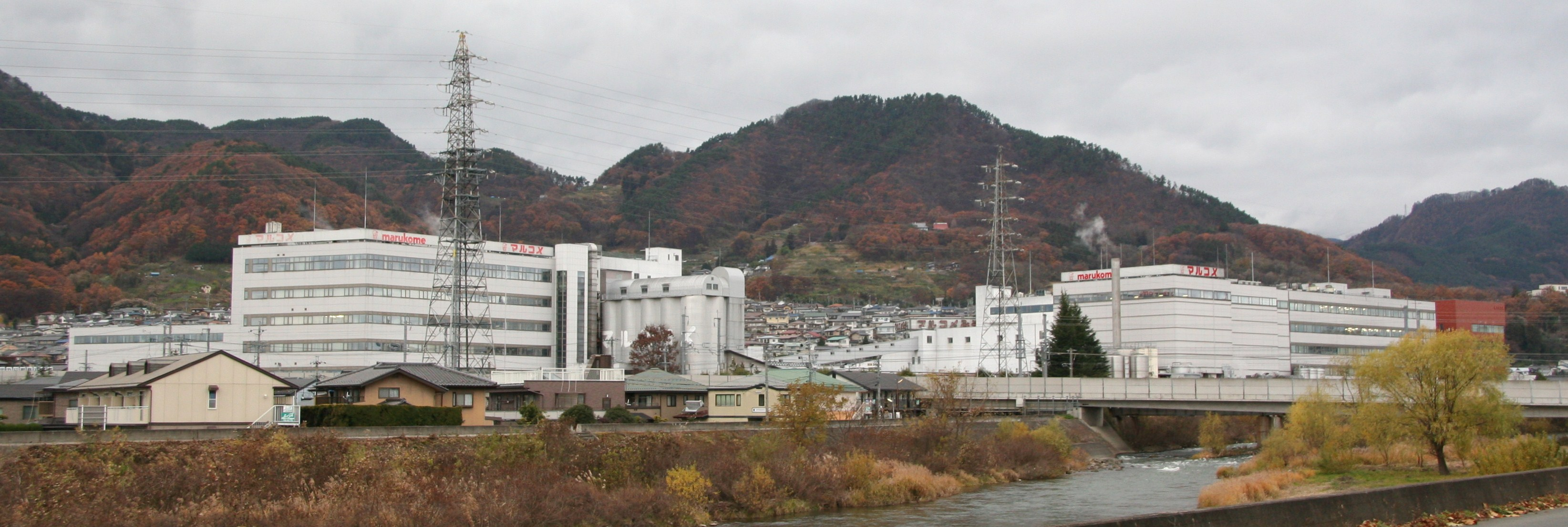
マルコメ本社。写真右端の臙脂色の建物が本社事務所、その左隣にあるのが第二工場。写真左の建物は第三工場。

## 沿革
- 1854年（安政元年）：創業
- 1948年（昭和23年）：法人化（青木味噌醤油株式会社）
- 1967年（昭和42年）：マルコメ味噌株式会社に社名変更。東京マルコメみそ販売株式会社設立。関西マルコメ味噌販売株式会社設立。
- 1969年（昭和44年）：九州マルコメ味噌販売株式会社設立
- 1972年（昭和47年）：業界初、家庭用冷蔵庫の普及に合わせてドイパック包装機を開発、特許取得
- 1978年（昭和53年）：業界トップに躍進
- 1990年（平成2年）：現社名に変更
- 2005年（平成17年）：美麻ブランド発売
- 2008年（平成20年）：ISO22000認証取得
- 2009年（平成21年）：売上300億円突破
- 2016年（平成28年）：売上400億円突破
- 2018年（平成30年）- 新潟県魚沼市に約4万㎡の新工場、魚沼で甘酒生産（生産子会社「魚沼醸造」が運営）[1][2][3][4]。
- 2019年（平成31年） - 2月22日、同日にオープンした「ドンキモール トンロー（Donki Mall Thonglor タイ バンコク）」内に海外初の常設アンテナショップ「発酵らぼ」を開設[5]。
- 2020年（令和2年） - かねさ株式会社を機能子会社化[6]。
- 2024年（令和6年） - 千代の亀酒造（愛媛県喜多郡内子町平岡）の全株式を2024年6月24日付で取得、子会社化し、同日に行われた千代の亀酒造株主総会ならびに取締役会において、マルコメ取締役常務執行役員の小川浩司が代表取締役社長に選任され、同日付で就任[7]。

## CM
- テレビCMでは、坊主頭の男の子（マルコメ君）が出てくることで知られる。マルコメ君は1977年（昭和52年）からCMに登場しており、一般公募のオーディションで選出されている。現在のCMに出てくる男の子は14代目で、2008年（平成20年）から2013年（平成25年）まで出演していた。近年はマルコメ君のCG映像を用いたCMも放送されていた。
- かつては俳優、菅原文太や、俳優でタレント、上地雄輔がイメージキャラクターを務める企業CMも放送されていた。
- 2015年現在放送されている「料亭の味」のテレビCMでは全編、日常生活をテーマにしたフルアニメーションで構成されており、短編アニメーションでアカデミー賞を受賞した実績のある映像制作会社ロボット、および新進気鋭のアニメーション会社スタジオコロリドに依頼したフルアニメーションによるテレビCMが放送されている[8]。
- 2015年におかっぱ頭の女の子（マルコメちゃん）が登場[9]。
- 2016年（平成28年）からは、ミランダ・カーをCMキャラクターに起用。かねてから私生活で味噌汁を愛飲していることによる[9] もので、ノンアルコールの米麹から作られた「プラス麹シリーズ　甘酒」のテレビCMには、第2子（エヴァン・シュピーゲルとの間に授かった男児）を懐妊していた時期に撮影した映像が2018年（平成30年）度から2019年（平成31年/令和元年）度上期まで使われた（出産後も起用終了まで放送された）[10]。
- 2017年（平成29年）3月、モーニング娘。'17をWebCM・SNS限定キャラクターに起用（同年6月末を以ってSNS活動を終了）。
- 2019年（令和元年）7月、のんを「プラス糀シリーズ 糀甘酒」のCMキャラクターに起用。

## テーマソング
- マルコメは、社名を連呼するメロディーの商標登録を2015年9月に特許庁に出願し、2019年3月15日に登録されている（第6130365号）。このメロディーは作曲家の中谷勝昭が作詞・作曲を手掛け、1970年代からテレビやラジオCMで流れた。2011年を最後に2017年7月1日時点ではCMでは活用されていないが、翌2012年からマルコメ東京本部の最寄り駅の西武新宿線高田馬場駅でホーム発車メロディに使われている[11]。広報の須田信広は「機会があればCMでもまた使いたい」と話している[12]。
- なお、2021年6月からはプリマハムがマルコメの大豆ミート「ダイズラボ」シリーズとコラボレーションして発売している加工食品「Try Veggie」シリーズのCMとして、マルコメのテーマソングをアレンジした曲をBGMにマルコメ君を彷彿とさせる丸坊主の少年が出演する「あの歌」篇を放送している[13]。

## 主な商品（過去の製品含む）
- 生みそ
  - マルコメみそ 一休さん
  - 料亭の味
  - 京懐石
  - マルコメ君
  - 本みそ無添加
  - 美麻高原蔵 - 東洋水産（マルちゃん）から期間限定で発売されていたカップラーメン「マルちゃん『匠』 熟成 旨み味噌」のスープの原材料にこの味噌が使用されていた。
  - 日本の恵
  - 液みそ
- 即席みそ汁
- カップみそ汁
  - モーニングみそ汁[14][15] - モーニング娘。'17とのコラボレーション商品。2017年3月 - 9月までのコンビニ専売として数量限定で販売された。後にタワーレコード、コンサート会場や通信販売でも発売。タワーレコードではいくつかの店舗にて売上チャート1位を獲得した[16]。
- フリーズドライみそ汁
- おいしく味わうシリーズ
- おいしく仕上がるシリーズ
- 一夜漬けの素
- プラス糀シリーズ
  - 鶏がら塩糀スープの素
  - 甘酒
  - 糀ジャム
  - 糀の酢
  - 糀塩
  - 糀のパスタソース
  - 無添加 糀美人
  - 米糀ミルク

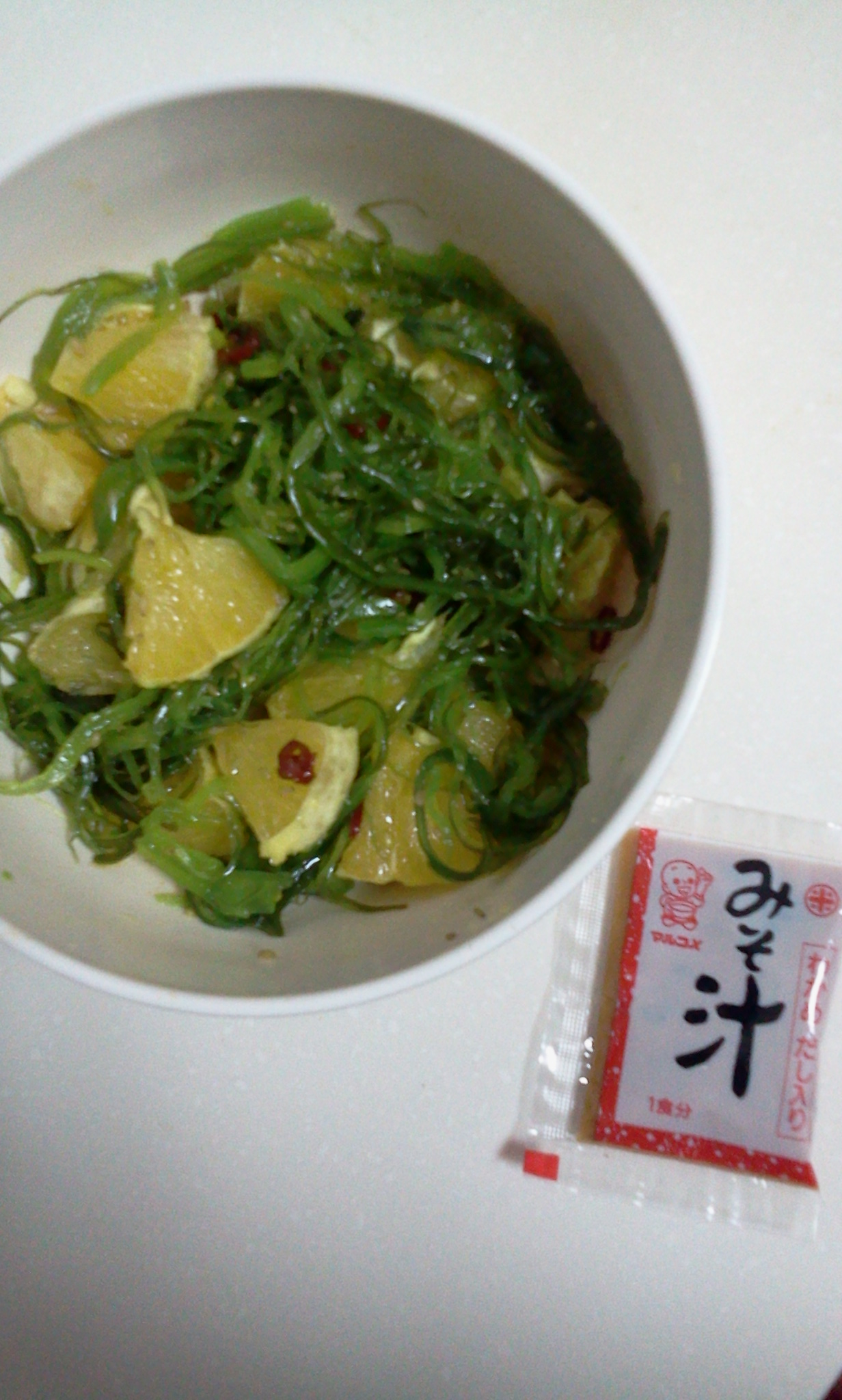
わかめ・だし入りみそ汁（1食分）
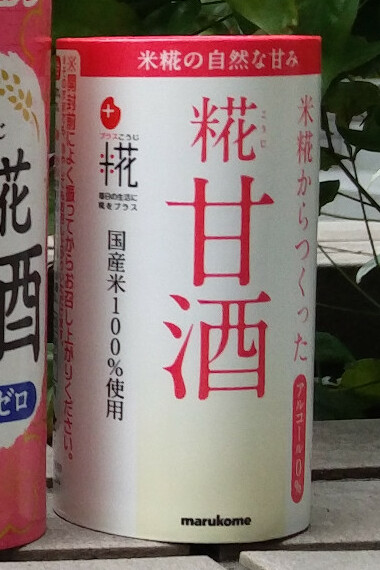
プラス糀甘酒

## テレビ番組
- 日経スペシャル カンブリア宮殿 常識を打ち破る味噌メーカーのサバイバル経営（2019年2月21日、テレビ東京）- マルコメ 社長 青木時男出演[17]。

## スポンサー番組
過去に放送した番組を含む。

テレビ
- 夢はここから生放送 ハッピィ（青森朝日放送）
- メシバナ。（TBS）
- トコトンハテナ（テレビ東京系）
- 東海テレビ制作昼の帯ドラマ（フジテレビ系）
- イッポウ（CBC）
- スーパーベースボール（KBCで中継される福岡ソフトバンクホークス戦）
- おかずのクッキング（BS朝日）
- 世界ウルルン滞在記 リターンズ（BS-TBS）
- NNNニューススポット（YTV）
- 和風総本家（テレビ大阪）※スペシャル時は90秒スポンサーの時あり。
- プレバト!!（毎日放送）
- 情報プレゼンター とくダネ!（フジテレビ）

ラジオ
- マルコメ カラダがよろこぶ朝ごはん（TOKYO FM・JFN系「クロノス」内）
- marukome モーニングみそ汁 飲もうよ![18]（TOKYO FM・JFN系）
- marukome presents RUNNING BEAUTY（TOKYO FM・JFN系）
- 垣花正のあなたとハッピー!（ニッポン放送）内、天気情報（8:50ごろ）
- 大竹まこと ゴールデンラジオ!（文化放送）内「大竹の言いたい放題」
- ありがとう浜村淳です（MBS）内「ありがとうファミリー劇場